# 台北市景福宮
25°04′01″N 121°31′32″E / 25.0670111°N 121.5255712°E
財團法人台北市景福宮，又稱牛埔景福宮、牛埔福德祠，位於台灣台北市中山區，為主祀福德正神之道教廟宇。該廟宇興建於清朝光緒元年，為位於台北牛埔的傳統建築廟宇。另外，該廟宇的組織型態為財團法人制，祭典日期則是每年農曆之二月十六日。

## 沿革

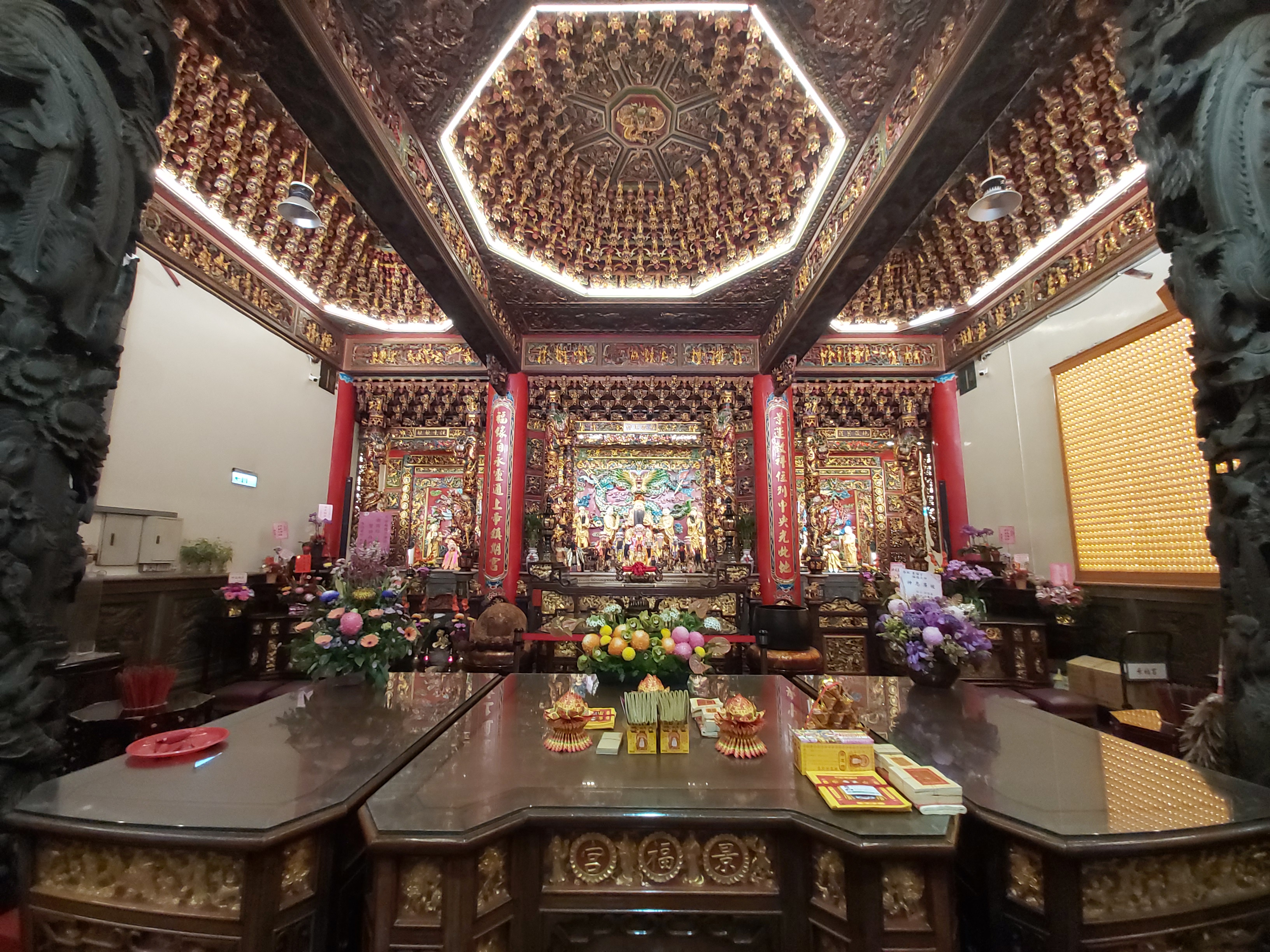
台北市景福宮一樓大殿

景福宮原是一座兩坪大之鄉村土地公廟，開基於西元1875年(即清光緒元年，農曆甲戍年)，位處於稻田盎然，青竹翠綠之純樸農莊上，物產豐富，農耕牛隻處處可見，美景天然，成就以「牛埔仔」為名，地方士紳葉松麟、邱烏羊等提議擴建，信徒獻金捐地，現門牌為台北市中山區德惠街十一號，迄今已歷一百二十有餘年，為台灣早期之土地公廟，廣供信眾參拜，香火鼎盛。 

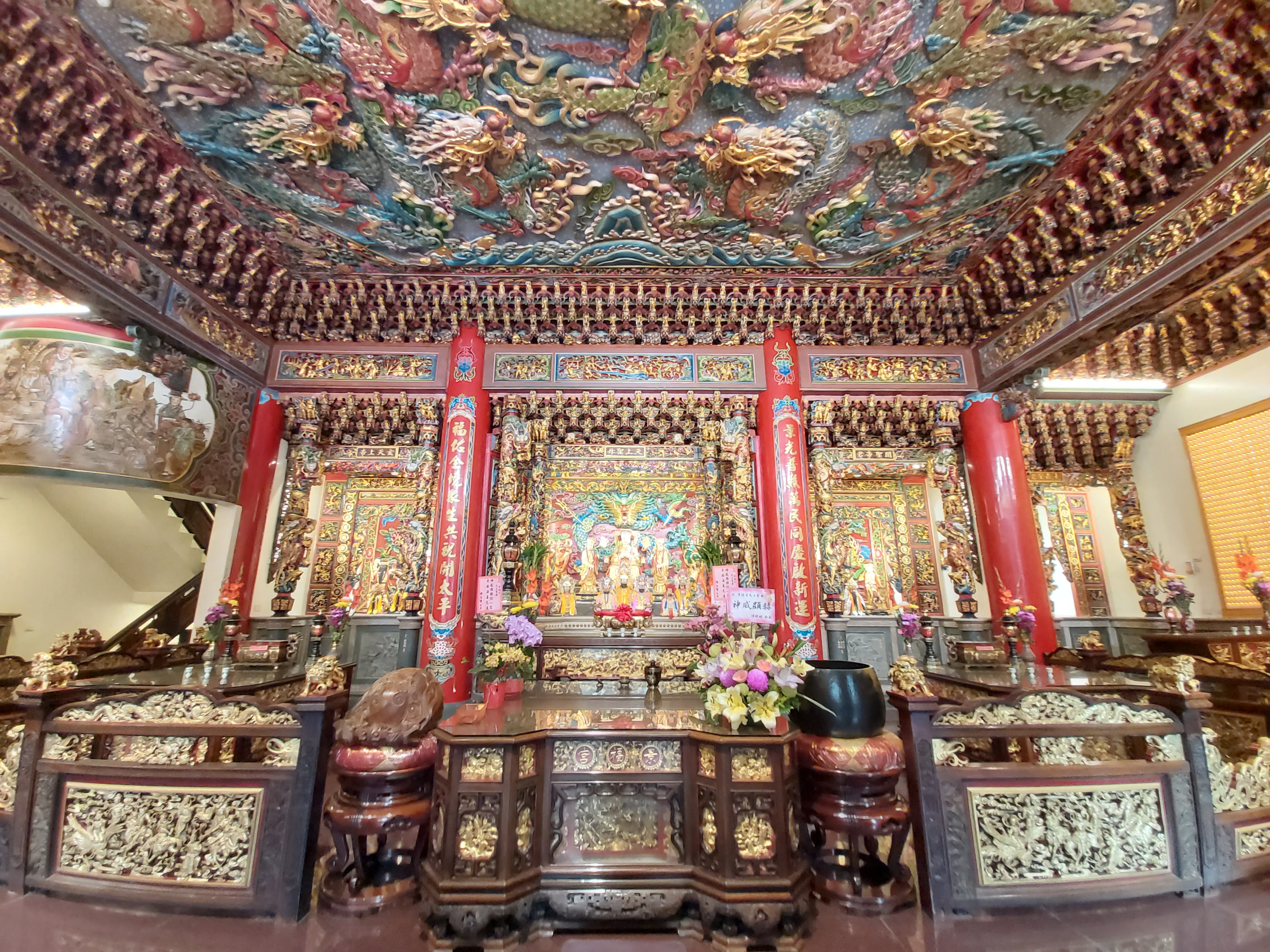
台北市景福宮二樓神殿

隨著時代進步，市區發展，信眾日增，家家安居樂業，深咸得助於土地公神威顯赫庇祐，遂於1951年間，地方熱心善信顏滄海發起重修擴建，紛紛響應，工畢廟觀煥然一新，成為臨近十三里民眾之信仰中心，香火更盛。越兩年，即於1953年向台灣土地銀行日產代管部承購廟地，即日治時代之宮前町四九九及四七二之十三、十四番地之土地三筆，概數百坪。

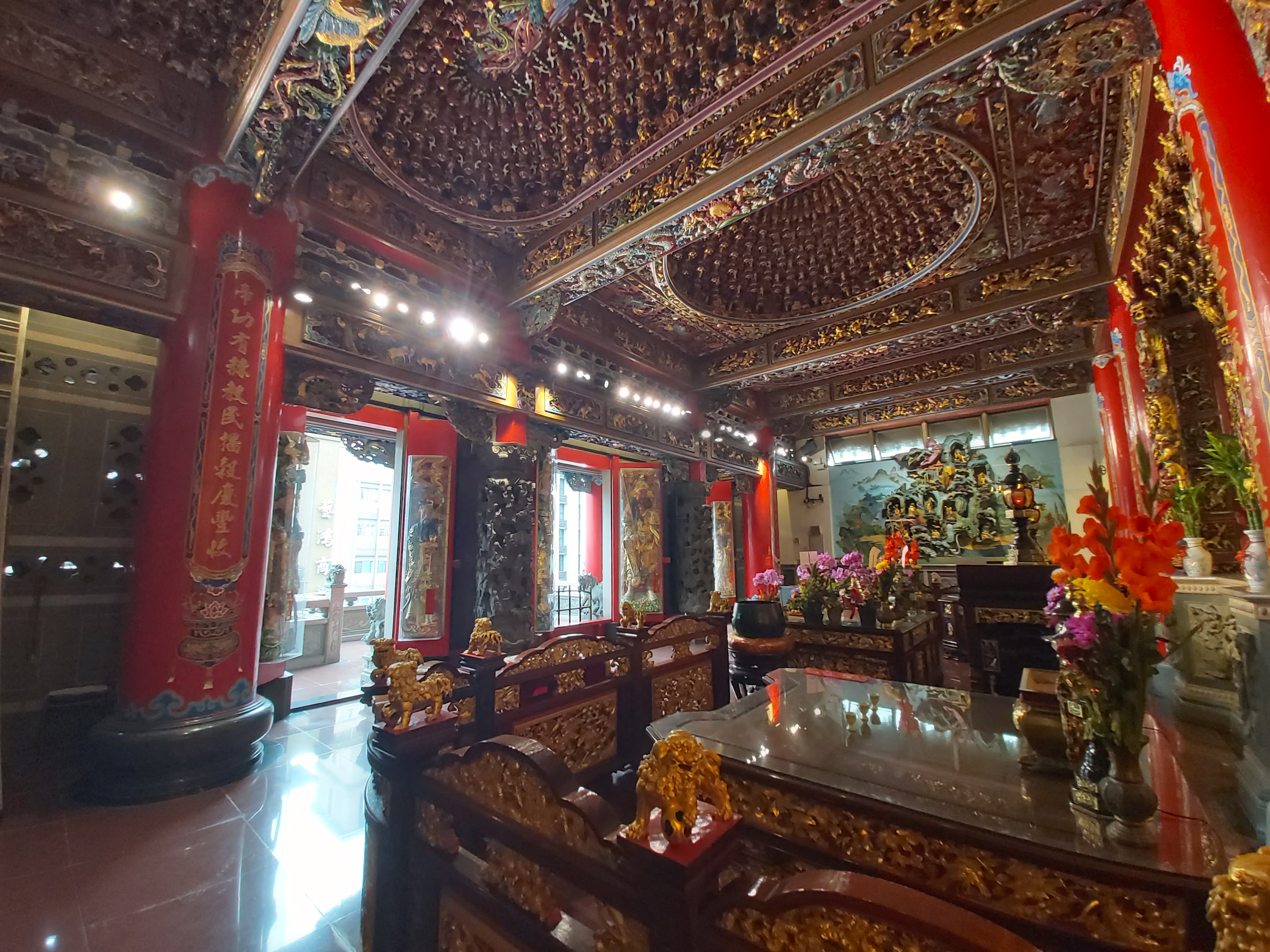
台北市景福宮三樓神殿

及至1961年，本地方更為繁榮，東興實業公司因而相中本官相鄰之地，擬建十一層大樓(即統一大飯店)，情商本宮交換土地位置。為應公議，即於1962年(民國五十一年)十一月十五日，向台北地方法院核備依法成立財團法人台北市景福宮，並由廖鐘永當選第一屆董事長。經董事會議決推舉廖鐘永等五人為代表，與東興公司達成協議，原廟址向東移進二十公尺以接近林森北路，即為現址，重建新廟為二層樓古式，廟前廣庭，由東興公司資助修築庭園、漁池、假山、種植花木。興建期間，將土地公及眾神座，暫供奉於本境永靜廟內。翌年春，新廟落成，迅即入廟開座，時譽為全台最宏偉壯大之福德正神道廟也。

## 祀神
- 一樓：福德正神、地藏菩薩、註生娘娘
- 二樓：天上聖母、關聖帝君、玄天上帝、太歲星君
- 三樓：觀音菩薩、文昌帝君、五穀先帝

## 外部連結
- 台北景福宮 （页面存档备份，存于）